# Montreuil-sur-Brêche
Pour les articles homonymes, voir Montreuil et Brèche.
Montreuil-sur-Brêche est une commune française située dans le département de l'Oise, en région Hauts-de-France.

## Géographie

### Localisation
Montreuil-sur-Brêche est une commune située à 72 km au nord de Paris, 16 km à l'est de Beauvais, 41 km à l'ouest de Compiègne et à 43 km au sud d'Amiens.
Le sentier de grande randonnée GR 124, balisé de Cires-lès-Mello dans l'Oise à Rebreuviette dans le Pas-de-Calais traverse la commune d'est en ouest depuis la vallée de Bucamps, par la ferme de Poneaux dans le village jusqu'au fond de l'Argilière.
La commune se trouve dans l'aire d'attraction de Beauvais et dans sa zone d'emploi, ainsi que dans le bassin de vie de Breteuil

### Communes limitrophes
Les communes limitrophes sont  Bucamps, Essuiles, Haudivillers, Le Quesnel-Aubry, Noyers-Saint-Martin et Reuil-sur-Brêche.
|                  | Noyers-Saint-Martin  | Bucamps          |
| Reuil-sur-Brêche | Montreuil-sur-Brêche | Le Quesnel-Aubry |
| Haudivillers     | Essuiles             |                  |

### Géologie et relief
La superficie de la commune est de 10,53 km2 ; son altitude varie de 90  à   164 mètres. 
La commune se situe dans la vallée de la Brêche, qui entaille le plateau picard d'ouest en est. Le territoire culmine à 164 mètres d'altitude à proximité du calvaire du Sion établi sur la commune limitrophe du Quesnel-Aubry, sur le versant nord plus élevé que le versant méridional. Le point le plus bas, à 91 mètres se trouve au lieu où la Brêche entre sur la commune d'Essuiles. Le relief communal est marqué par la présence de vallées sèches de part et d'autre de ce cours d'eau, surtout sur le versant nord de la vallée : vallées Guillot et fond de l'Argilière à l'ouest; vallées de Crème, de Noirtreux et du Champ des Pierres au nord, vallées Chopinette, de Bucamps et de Ponceau à l'est. Enfin, l'étude altitudinale des principaux lieux nous permet de situer le village entre 95 et 110 mètres, le hameau de Couvrement autour de 100 mètres au-dessus du niveau de la mer.

### Hydrographie

#### Réseau hydrographique

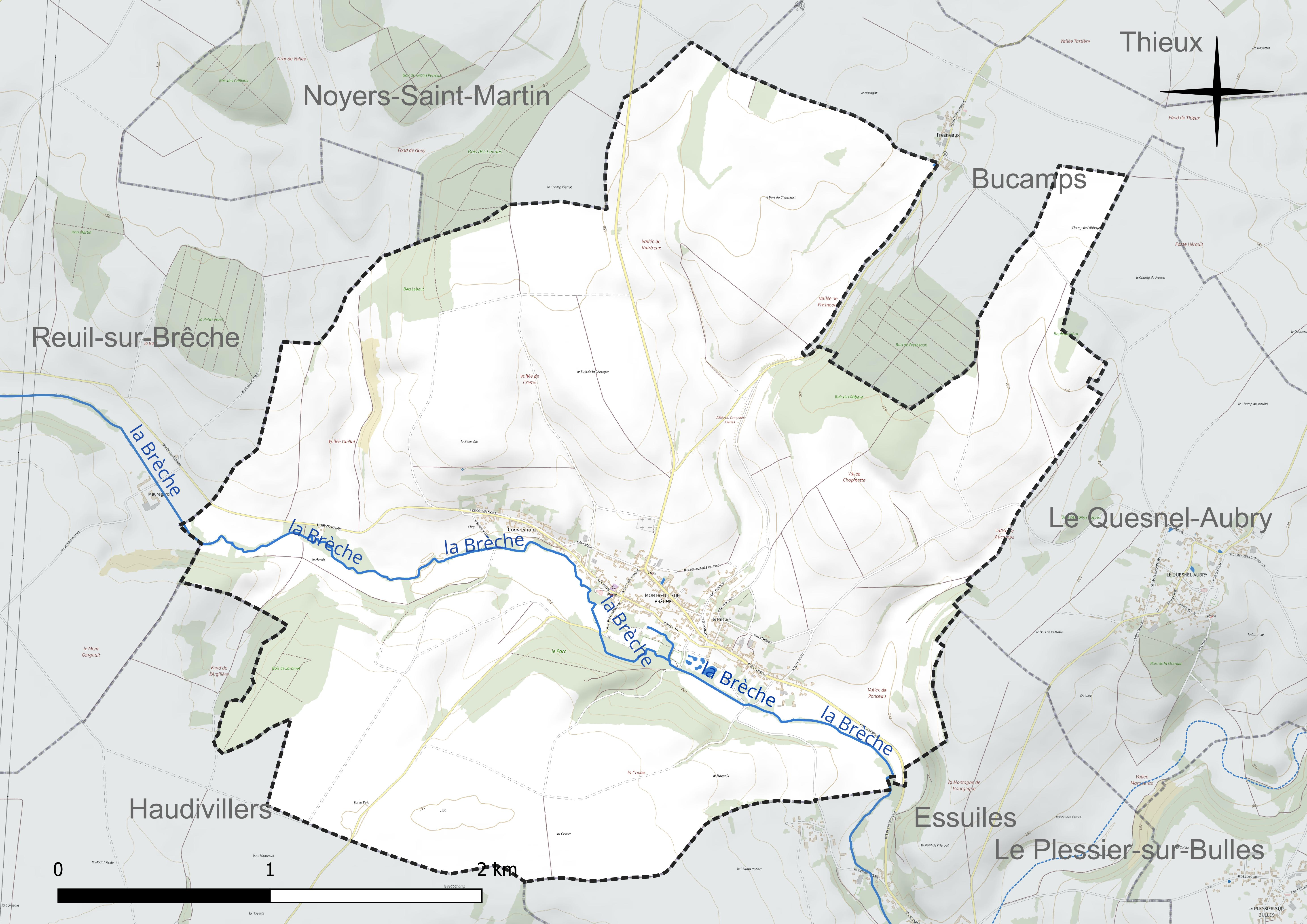
Réseau hydrographique de Montreuil-sur-Brêche.

La commune est située dans le bassin Seine-Normandie. 
Elle est drainée par la Brèche,.
La Brèche, d'une longueur de 45 km, prend sa source dans la commune de Reuil-sur-Brêche et se jette  dans l'Oise à Villers-Saint-Paul, après avoir traversé 22 communes. 
L'ensemble des talwegs conduisent les eaux de ruissellement vers ce cours d'eau. Un étang a été creusé au sud du chef-lieu dans le fond de la vallée. La présence d'une activité agricole est à l'origine de plusieurs réservoirs et mares sur le territoire, notamment dans le village et à Couvremont. Une station d'épuration a été établie près du stade. Les zones les plus basses du territoire dans le fond des vallons sont situées au-dessus de nappes phréatiques sous-affleurantes.

#### Gestion et qualité des eaux
Le territoire communal est couvert par le schéma d'aménagement et de gestion des eaux (SAGE) « Sensée ». Ce document de planification concerne un territoire de 492 km2 de superficie, délimité par le bassin versant de la Brêche. Le périmètre a été arrêté le 9 février 2017 et le SAGE proprement dit a été approuvé le 25 novembre 2021. La structure porteuse de l'élaboration et de la mise en œuvre est le syndicat mixte du Bassin Versant de la Brèche (SMBVB). 
La qualité des cours d'eau peut être consultée sur un site dédié géré par les agences de l'eau et l'Agence française pour la biodiversité. 

### Climat
Pour des articles plus généraux, voir Climat des Hauts-de-France et Climat de l'Oise.
En 2010, le climat de la commune est de type climat océanique dégradé des plaines du Centre et du Nord, selon une étude du CNRS s'appuyant sur une série de données couvrant la période 1971-2000. En 2020, Météo-France publie une typologie des climats de la France métropolitaine dans laquelle la commune est exposée à un climat océanique et est dans la région climatique  Nord-est du bassin Parisien, caractérisée par un ensoleillement médiocre, une pluviométrie moyenne régulièrement répartie au cours de l'année et un hiver froid (3 °C). 
Pour la période 1971-2000, la température annuelle moyenne est de 10,3 °C, avec une amplitude thermique annuelle de 14,4 °C. Le cumul annuel moyen de précipitations est de 682 mm, avec 11,2 jours de précipitations en janvier et 8,1 jours en juillet. Pour la période 1991-2020, la température moyenne annuelle observée sur la station météorologique la plus proche, située sur la commune de Tillé à 13 km à vol d'oiseau, est de 11,0 °C et le cumul annuel moyen de précipitations est de 655,5 mm,. Pour l'avenir, les paramètres climatiques de la commune estimés pour 2050 selon différents scénarios d'émission de gaz à effet de serre sont consultables sur un site dédié publié par Météo-France en novembre 2022.

### Milieux naturels
Hormis les espaces bâtis couvrant 40 hectares pour 3,7 % de la surface communale, la surface territoriale est très majoritairement consacré à l'activité agricole (80 % d'espaces cultivés sur 391 hectares) auquel on peut ajouter 20 hectares de vergers et de prairies ainsi que 8 hectares de pelouses sur sol calcaire. Les espaces boisés s'étendent sur 143 hectares pour plus de 13 % de la surface communale. Ils sont représentés par les bois de l'Abbaye et Lebaut au nord, du Parc et de Jardinet au sud ainsi que par quelques espaces marécageux dans la vallée de la Brêche,.
La vallée de la Brêche constitue une zone naturelle d'intérêt écologique, faunistique et floristique (ZNIEFF) de type 1 inscrite dans l'ensemble du réseau de cours d'eau salmonicoles du plateau picard entre Beauvais et Compiègne.

## Urbanisme

### Typologie
Au 1er janvier 2024, Montreuil-sur-Brêche est catégorisée commune rurale à habitat dispersé, selon la nouvelle grille communale de densité à sept niveaux définie par l'Insee en 2022.
Elle est située hors unité urbaine. Par ailleurs la commune fait partie de l'aire d'attraction de Beauvais, dont elle est une commune de la couronne,. Cette aire, qui regroupe 162 communes, est catégorisée dans les aires de 50 000 à moins de 200 000 habitants,.

### Occupation des sols

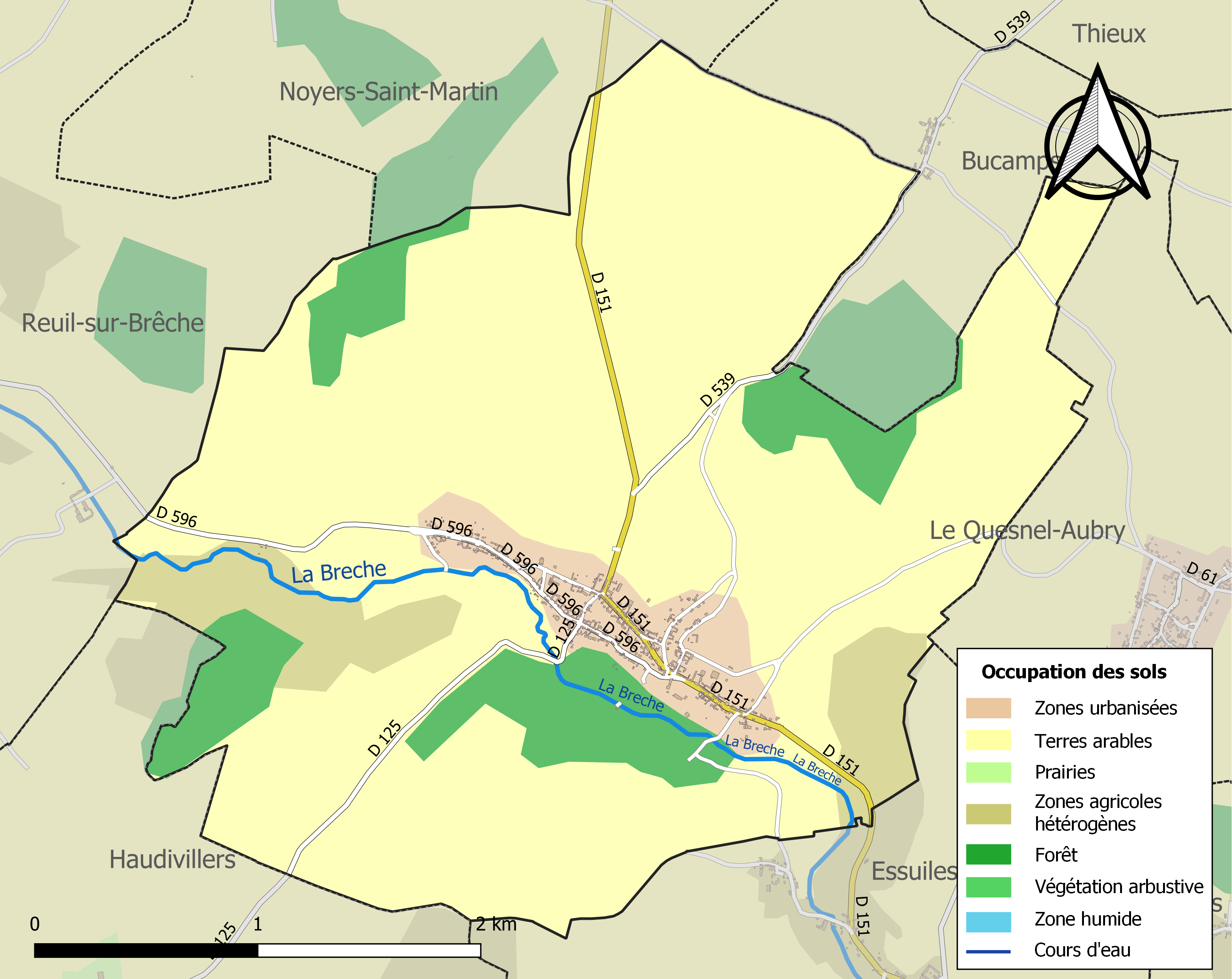
Carte des infrastructures et de l'occupation des sols de la commune en 2018 (CLC).

L'occupation des sols de la commune, telle qu'elle ressort de la base de données européenne d'occupation biophysique des sols Corine Land Cover (CLC), est marquée par l'importance des territoires agricoles (83,5 % en 2018), une proportion sensiblement équivalente à celle de 1990 (83,4 %). 
La répartition détaillée en 2018 est la suivante : terres arables (76,6 %), forêts (10,6 %), zones agricoles hétérogènes (6,8 %), zones urbanisées (6 %). 
L'évolution de l'occupation des sols de la commune et de ses infrastructures peut être observée sur les différentes représentations cartographiques du territoire : la carte de Cassini (XVIIIe siècle), la carte d'état-major (1820-1866) et les cartes ou photos aériennes de l'IGN pour la période actuelle (1950 à aujourd'hui).

### Morphologie urbaine
Le village est de type village rue, habituel dans la région. Sa formation résulte de la réunion du pôle ancien (prieuré, ferme de Poneaux) et du secteur de l'église qui ne font aujourd'hui plus qu'un. 
Le hameau de Couvremont, construit dans le prolongement de la rue de l'église ne forme plus qu'une seule agglomération avec le village.

### Hameaux et lieux-dits
L'espace bâti se concentre principalement au chef-lieu. La commune ne compte qu'un seul hameau, Couvremont à l'ouest.

### Habitat et logement
En 2021, le nombre total de logements dans la commune était de 242, alors qu'il était de 240 en 2016 et de 230 en 2011. 
Parmi ces logements, 82,8 % étaient des résidences principales, 3,9 % des résidences secondaires et 13,3 % des logements vacants. Ces logements étaient pour 97,1 % d'entre eux des maisons individuelles et pour 2,9 % des appartements. 
Le tableau ci-dessous présente la typologie des logements à Montreuil-sur-Brêche en 2021 en comparaison avec celle de l'Oise et de la France entière. Une caractéristique marquante du parc de logements est ainsi une proportion de résidences secondaires et logements occasionnels (3,9 %) supérieure à celle du département (2,4 %) mais inférieure à celle de la France entière (9,7 %). 
| Typologie                                               | Montreuil-sur-Brêche | Oise | France entière |
| ------------------------------------------------------- | -------------------- | ---- | -------------- |
| Résidences principales (en %)                           | 82,8                 | 90,5 | 82,2           |
| Résidences secondaires et logements occasionnels (en %) | 3,9                  | 2,4  | 9,7            |
| Logements vacants (en %)                                | 13,3                 | 7    | 8,1            |

### Voies de communications et transports
La commune forme le point de rencontre entre quatre routes départementales : la RD 125, la RD 151, la RD 539 et la RD 596.
La route départementale 151, reliant Clermont à Grandvilliers en constitue la rue principale (rues de Clermont et de Grandvilliers). La route départementale 125 débute au nord sur la D 151 pour rejoindre Bresles puis Ponchon via les rues de la Maladrerie et du Pont Maréchal. La route départementale 539 se détache de la D151 pour bifurquer vers Fresnaux et Thieux. Enfin, la route départementale 596 se détache de la D 151 au sud-est de l'agglomération par les rues de Cayen, de l'église, de l'abreuvoir puis de Couvremont avant de prendre la direction de Reuil-sur-Brêche. De surcroît, une route communale se dirige vers le village voisin du Quesnel-Aubry.
Les stations de chemin de fer les plus proches sont : 
- la gare de Saint-Just-en-Chaussée, à 11 km à l'est, desservie par des trains TER Hauts-de-France de la ligne 27 de Paris-Nord à Amiens.
- la gare de Beauvais, à 16 km au sud-ouest, desservie desservie par des trains régionaux TER Hauts-de-France, sur les relations Paris – Beauvais, Beauvais – Abancourt – Le Tréport, Creil – Beauvais et, en période estivale, Paris – Beauvais – Abancourt – Le Tréport

La commune est desservie, en 2023, par les lignes 619, 6103, 6109 et 6114 du réseau interurbain de l'Oise. Une navette de regroupement pédagogique intercommunal (ligne 6659) relie le village aux communes voisines du Quesnel-Aubry et de Bucamps.

### Risques naturels et technologiques
Montreuil-sur-Brêche se trouve en zone de sismicité 1, c'est-à-dire très faiblement exposée aux risques de tremblement de terre.

## Toponymie
Le nom de la localité est attesté sous les formes Monasteriolum castrum (1040) ; de Musterolo (1147) ; Monsterel (1164) ; Monsterol (1170) ; Mosterol (1173) ; in villa Monasterolo (1178) ; Mosterellum (1179) ; Musteroel (1189) ; Monstrolium supra Breschiam (1205) ; Musterol (1209) ; Mosteroil (1233) ; de Monsterolio super Breschiam (1278) ; Monsteruel (1292) ; Monstereul sur Bresche (1373) ; Monstreul (1470) ; Montreul (1470) ; Monstreuil (1470) ; eccl. de Monstrolio super Breschiam (XVe) ; Monstreuil sur Bresche (1667) ; Montreuil-sur-Brèche (1840).

La commune a pour étymologie Monasteriolum en 1040, « monastère ».

De l'ancien français Monstruel, issu du bas latin monasteriolum « petit monastère, église ».
La Brèche ou Brêche est une petite rivière française, située dans le département de l'Oise, en ancienne région Picardie, intégrée dans les Hauts-de-France, et un sous-affluent de la Seine par l'Oise.

## Histoire

### Préhistoire
Des découvertes archéologiques faites dans les années 1950 on permis de retrouver  les vestiges de constructions au lieu-dit Vallée Guillot ainsi que les restes de ce qui semble être un camp néolithique dans le vallon à la sortie du village vers Mauregard.

### Moyen Âge
Des sarcophages mérovingienss ont été exhumés au lieu-dit Belle-Vue, au nord de Couvremont, laissant pensser l'existance d'un ancien cimetière. De même, un promontoire artificiel situé au lieu-dit La Motte, au sud du village, qui protègerait, selon la tradition, le tombeau d’un chef de guerre gaulois, et aurait été transformé ensuite en motte castrale, sur laquelle un moulin à vent a été implanté.
Un prieuré aurait été fondé en 864 à l’emplacement du village actuel et est rattaché à l’abbaye de Vézelay avant le XIIe siècle. Il apparaît encore sur la carte de Cassini au XVIIIe siècle, mais l'église prieurale Saint-Rémi est détruite durant la Révolution française
La seigneurie de Montreuil a appartenu aux Paris, seigneurs de La Brosse[réf. nécessaire].
Lors de la guerre de Cent Ans, le village est mis à sac en 1472.

### Temps modernes
Lors des Guerres de Religion, le village est saccagé en 1589 par le capitaine huguenot La Clergerie.
Un moulin à eau implanté sur la Brêche est mentionné au XVIIIe siècle et est représenté sur la carte de Cassini. Il pourrait s'être trouvé à côté de l’aire de jeux actuelle, et pourrait constituer un moulin banal. Une briquetterie, située au lieu-dit Sur les Prés, est également mentionnée à la même époque, mais n'existait plus en 1902.

### Époque contemporaine
En 1832, on compte dans le village, outre le moulin à eau sur la Brêche et deux moulins à vent. Une partie de la population vit alors du tissage de toiles fines
Durant le XIXe siècle,  l’école des garçons (construite en 1835 sur les plans de l'architecte Bellanger) et la mairie sont construits près de l'église, favorisant la fusion entre les deux agglomérations anciennes, l'une située autour de l'ancien prieuré et l'autre à Couvremont. L'école des filles, administrée par des réligieux, est construite  entre 1861 et 1867  en remplacement d'un équipement qui existait déjà au début du XIXe siècle.
Grâce à la proximité de la nappe phréatique, 170 puits sont mentionnés dans la commune, ce qui n'a probablement pas rendu nécessaire la création de puits collectifs comme dans la plupart des communes proches.
Le presbytère, devenu propriété communale en application de la loi de séparation des Églises et de l'État de 1905, est transformé en bureau de poste en 1926.

## Politique et administration

### Rattachements administratifs et électoraux

#### Rattachements administratifs
La commune se trouve dans l'arrondissement de Clermont du département de l'Oise.  
Elle faisait partie depuis 1801 du canton de Froissy. Dans le cadre du redécoupage cantonal de 2014 en France, cette circonscription administrative territoriale a disparu, et le canton n'est plus qu'une circonscription électorale.

#### Rattachements électoraux
Pour les élections départementales, la commune fait partie depuis 2014 du canton de Saint-Just-en-Chaussée.
Pour l'élection des députés, elle fait partie de la première circonscription de l'Oise.

### Intercommunalité
La commune faisait partie de la communauté de communes des Vallées de la Brèche et de la Noye, un établissement public de coopération intercommunale (EPCI) à fiscalité propre créé fin 1992  et auquel la commune avait transféré un certain nombre de ses compétences, dans les conditions déterminées par le code général des collectivités territoriales.
Dans le cadre des dispositions de la loi portant nouvelle organisation territoriale de la République (Loi NOTRe) du 7 août 2015, qui prévoit que les établissements publics de coopération intercommunale (EPCI) à fiscalité propre doivent avoir un minimum de 15 000 habitants, le préfet de l'Oise a publié en octobre 2015 un projet de nouveau schéma départemental de coopération intercommunale, qui prévoit la fusion de plusieurs intercommunalités, et notamment celle de Crèvecœur-le-Grand (CCC) et celle des Vallées de la Brèche et de la Noye (CCVBN), soit une intercommunalité de 61 communes pour une population totale de 27 196 habitants.
Après avis favorable de la majorité des conseils communautaires et municipaux concernés, cette intercommunalité dénommée communauté de communes de l'Oise picarde et dont la commune est désormais membre, est créée au 1er janvier 2017.

### Liste des maires
| Période                                  | Période                      | Identité       | Étiquette | Qualité                               |
| ---------------------------------------- | ---------------------------- | -------------- | --------- | ------------------------------------- |
| Les données manquantes sont à compléter. |                              |                |           |                                       |
|                                          |                              |                |           |                                       |
|                                          | juin 1995                    | M. Parmentier  |           |                                       |
| juin 1995                                | décembre 2011                | Robert Cadas   |           | Agriculteur retraité Mort en fonction |
| février 2012                             | En cours (au 7 janvier 2025) | Patrick Guibon |           | Réélu pour le mandat 2020-2026,       |

## Équipements et services publics

### Enseignement
Le village a décidé en 2018 de se doter d'une nouvelle salle des fêtes, dont la mise en service est escomptée en 2020/2021.

## Population et société

### Démographie
Les habitants sont appelés les Montreuillois et les Montreuilloises.

#### Évolution démographique
L'évolution du nombre d'habitants est connue à travers les recensements de la population effectués dans la commune depuis 1793. Pour les communes de moins de 10 000 habitants, une enquête de recensement portant sur toute la population est réalisée tous les cinq ans, les populations de référence des années intermédiaires étant quant à elles estimées par interpolation ou extrapolation. Pour la commune, le premier recensement exhaustif entrant dans le cadre du nouveau dispositif a été réalisé en 2006.

En 2022, la commune comptait 495 habitants, en évolution de +0,2 % par rapport à 2016 (Oise : +0,87 %, France hors Mayotte : +2,11 %).
| 1793 | 1800 | 1806 | 1821 | 1831 | 1836 | 1841 | 1846 | 1851 |
| ---- | ---- | ---- | ---- | ---- | ---- | ---- | ---- | ---- |
| 781  | 752  | 860  | 840  | 820  | 821  | 813  | 779  | 787  |

| 1856 | 1861 | 1866 | 1872 | 1876 | 1881 | 1886 | 1891 | 1896 |
| ---- | ---- | ---- | ---- | ---- | ---- | ---- | ---- | ---- |
| 772  | 707  | 693  | 684  | 621  | 599  | 613  | 586  | 585  |

| 1901 | 1906 | 1911 | 1921 | 1926 | 1931 | 1936 | 1946 | 1954 |
| ---- | ---- | ---- | ---- | ---- | ---- | ---- | ---- | ---- |
| 550  | 508  | 486  | 448  | 437  | 415  | 414  | 431  | 468  |

| 1962 | 1968 | 1975 | 1982 | 1990 | 1999 | 2006 | 2011 | 2016 |
| ---- | ---- | ---- | ---- | ---- | ---- | ---- | ---- | ---- |
| 398  | 418  | 444  | 408  | 380  | 440  | 521  | 531  | 494  |

| 2021 | 2022 | - | - | - | - | - | - | - |
| ---- | ---- | - | - | - | - | - | - | - |
| 489  | 495  | - | - | - | - | - | - | - |

#### Pyramide des âges
La population de la commune est relativement jeune.
En 2018, le taux de personnes d'un âge inférieur à 30 ans s'élève à 34,3 %, soit en dessous de la moyenne départementale (37,3 %). À l'inverse, le taux de personnes d'âge supérieur à 60 ans est de 21,3 % la même année, alors qu'il est de 22,8 % au niveau départemental.
En 2018, la commune comptait 242 hommes pour 241 femmes, soit un taux de 50,1 % d'hommes, légèrement supérieur au taux départemental (48,89 %).
Les pyramides des âges de la commune et du département s'établissent comme suit.
| Hommes | Classe d’âge | Femmes |
| ------ | ------------ | ------ |
| 0,0    | 90 ou +      | 0,9    |
| 5,5    | 75-89 ans    | 8,2    |
| 13,9   | 60-74 ans    | 14,0   |
| 24,6   | 45-59 ans    | 21,9   |
| 18,5   | 30-44 ans    | 23,9   |
| 18,4   | 15-29 ans    | 14,5   |
| 19,0   | 0-14 ans     | 16,7   |

| Hommes | Classe d’âge | Femmes |
| ------ | ------------ | ------ |
| 0,5    | 90 ou +      | 1,4    |
| 5,5    | 75-89 ans    | 7,6    |
| 15,6   | 60-74 ans    | 16,3   |
| 20,8   | 45-59 ans    | 20     |
| 19,4   | 30-44 ans    | 19,4   |
| 17,6   | 15-29 ans    | 16,2   |
| 20,6   | 0-14 ans     | 19,1   |

## Culture locale et patrimoine

### Lieux et monuments

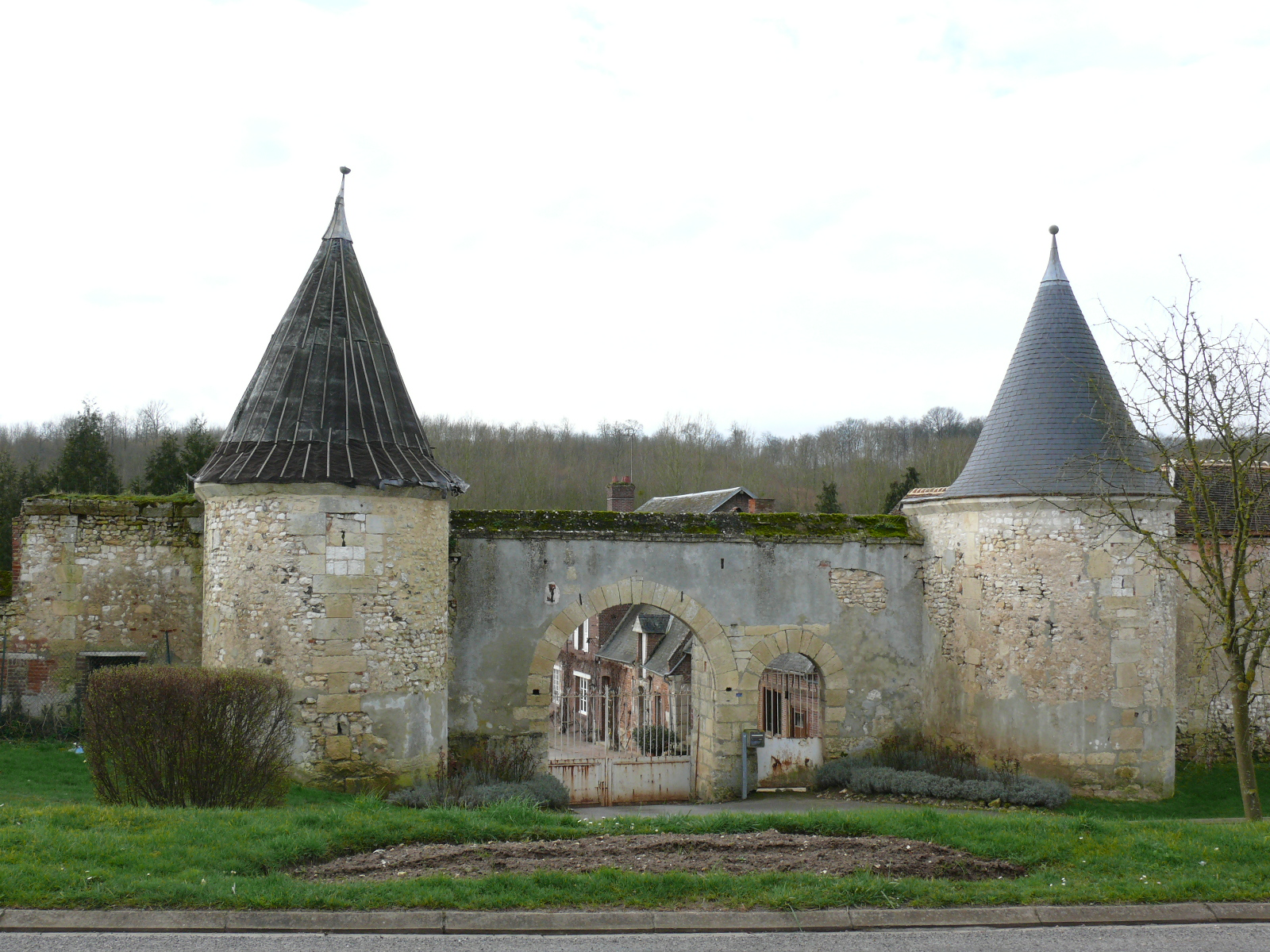
La ferme de Ponceaux.

- La ferme de Ponceaux (XVIIe siècle) : ferme ayant appartenu aux moines d'une abbaye, elle présente deux tourelles d'entrée, reste de l'ancien château fortifié de Montreuil. La Brêche alimenta pendant plusieurs siècles les douves du château fort[44]. La conciergerie, la grange, l'édifice agricole et les deux tours font l'objet d'une inscription aux titre des monuments historiques depuis le 1969[45].

- Un logis en équerre du XVIIIe siècle, situé en face de la ferme de Ponceaux, se trouve à l'emplacement de l'ancien prieuré[23].

- L'église Saint-Pierre, datant de 1477, avec voûtes et clocher en bois, et dotée d'une élégante flèche, a été reconstruite après la destruction par les bourguignons de l'édifice précédent, qui se serait trouvée à Couvremont[23],[46],[47]. Une peinture sur bois de l'édifice y est classée monument historique[48].
- Chapelle Saint-Jean de Couvremont
- Chapelle Saint-Prix, rue de Grandvilliers
- Chapelle Jésus-Maria, rue de l'Abreuvoir
- La Grange, lieu d'exposition consacré à la photographie géré par l'association Diaphane[49].

### Personnalités liées à la commune
- Philippe Honoré dit Honoré (1941-2015), dessinateur humoristique et politique assassiné dans les locaux de Charlie Hebdo avait une résidence à Montreuil-sur-Brêche. L'école municipale porte désormais son nom[50],[51].

- Nolan Roux, footballeur français professionnel, a grandi à Montreuil-sur-Brêche